# Pseudocalamobius discolineatus
Pseudocalamobius discolineatus là một loài bọ cánh cứng trong họ Cerambycidae.